# Clusia ternstroemioides
Clusia ternstroemioides är en tvåhjärtbladig växtart som beskrevs av Henry Hurd Rusby. Clusia ternstroemioides ingår i släktet Clusia och familjen Clusiaceae. Inga underarter finns listade i Catalogue of Life.